# 보황회
보황회(保皇會, 영어: Chinese Empire Reform Association)는 강유위(캉유웨이)(康有爲)와 양계초(량치차오)(梁啓超) 등이 청(淸) 말기에 세운 정치 단체로서, 입헌군주제를 고취하는 것을 주요 강령으로 삼았다. 정식 명칭은 보구대청황제회(保救大淸皇帝會)이며, 또한 중국유신회(中國維新會)라고도 하였다. 다만 영문 이름 'Chinese Empire Reform Association'은 '중화제국개량협회(中華帝國改良協會)'라는 뜻이다.
1898년 강유위는 무술변법(戊戌變法) 실패 이후 외국으로 망명하였다. 광서(光緖) 25년 6월 13일(1899년 7월 29일), 강유위는 캐나다 빅토리아에서 보황회를 창설하였다. 보황회는 북미, 동남아, 홍콩, 일본 등지에 분회(分會)를 설립하고, 기관보(機關報)를 마카오 『지신보(知新報)』와 요코하마(横滨) 『청의보(淸議報)』로 삼는 것으로 계획하였다.
보황회의 초기 목적은 광서제(光緖帝)를 돕고 자희태후(慈禧太后) 일명 서태후(西太后), 영록(榮祿), 강의(剛毅) 등 수구파(守舊派)를 대체하고자 하였다. 1900년, 의화단(義和團)이 흥기하여 팔국연군(八國聯軍)의 북경(北京) 진군을 야기하여자, 보황회는 이를 계기로 각국의 지지를 얻어 광서제를 돕고 국내 당재상(唐才常)과 연계하여 무한(武漢)에서 자립군(自立軍)의 기의를 발동하기로 계획하였다. 보황회의 경비가 제 때에 도착하지 못하자, 자립군 기의도 연기되었고, 8월 21일에는 주동자들이 적발되기까지 하면서 당재상이 사망하기에 이르렀다.
이후 청 정부는 입헌제에 대하여 조금씩 유화적인 태도를 보였으며 보황회는 중국 내에서 잠춘선(岑春煊) 등과 호응하기 시작하였고, 합법적인 입헌 운동을 추진하였다. 그리고 손문(쑨원)(孫文)이 이끄는 혁명파(革命派)를 적대시하기 시작하였다. 1906년 청 정부는 예비입헌(預備立憲) 실행을 선포하였고, 강유위는 보황회의 임무가 완성되었다고 선포하였다. 1907년, 보황회는 제국헌정회(帝國憲政會)로 조직을 개편하였지만 영문 이름은 그대로 두었다.

## 같이 보기
- 강유위
- 양계초